# Proechimys quadruplicatus
Proechimys quadruplicatus är en däggdjursart som beskrevs av Hershkovitz 1948. Proechimys quadruplicatus ingår i släktet Proechimys och familjen lansråttor. IUCN kategoriserar arten globalt som livskraftig. Inga underarter finns listade i Catalogue of Life.

## Utseende
Arten blir utan svans 211 till 295 mm lång, svanslängden är 125 till 200 mm och vikten ligger mellan 450 och 500 g. Det finns 48 till 64 mm långa bakfötter och 20 till 28 mm stora öron. Ovansidan är täckt med ockra färgad päls som är mörkast på ryggens topp och den har orange nyanser. På undersidan finns vitaktig päls med inslag av gulbrun. Typiskt är ett gulbrunt band på bakfötternas ovansida. Svansen är lite ljusare på undersidan och den bär fjäll samt några enstaka hår. Upp till 20 mm långa och 1 mm breda taggar är inblandat i ovansidans päls. De har en smal spets som liknar en piska. Artens diploida kromosomuppsättning har 26 eller 28 kromosomer.

## Utbredning och ekologi
Denna gnagare förekommer i norra Sydamerika i östra Ecuador, nordöstra Peru, norra Brasilien, södra Colombia och södra Venezuela. Arten lever under regntiden i skogar i kulliga områden. Under den torra perioden besöker den även skogar i slättlandet som annars översvämmas. Exemplaren vistas i låglandet och i kulliga regioner upp till 500 meter över havet.
Individerna är nattaktiva och de lever främst ensam. Under dagen eller vid fara uppsöker de jordhålor eller håligheter i träd samt i den täta växtligheten. Födan utgörs av blad, frön, svampar och insekter. Enligt ett fåtal studier sker fortplantningen hela året och per kull föds ungefär fem ungar.

## Hot
För arten är inga hot kända och den listas av IUCN som livskraftig (LC). I Venezuela ersätts populationen av Proechimys guyannensis.